# 880-889
De jaren 880-889 (van de christelijke jaartelling) zijn een decennium in de 9e eeuw.

## Gebeurtenissen en ontwikkelingen

### Frankische Rijk

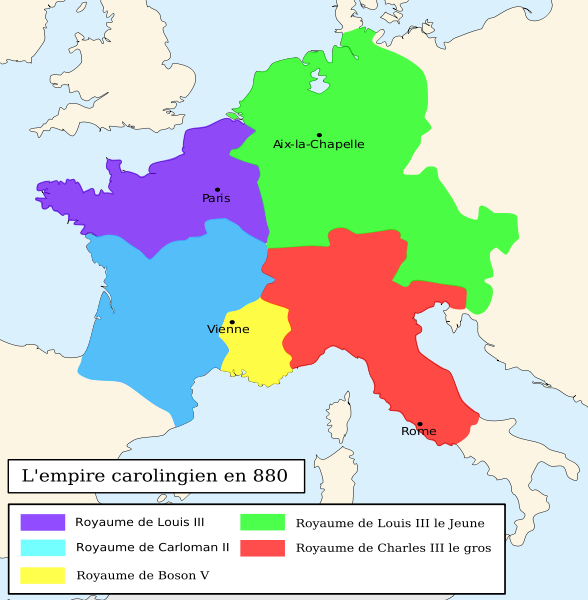
Frankische Rijk anno 880

- 880 : Verdrag van Ribemont. Lodewijk III de Jonge koning van het Oost-Frankische Rijk (groen) breidt zijn rijk uit naar het westen tot aan de Schelde.
- 881 : Karel III de Dikke van Italië wordt door Paus Johannes VIII tot keizer gekroond.
- 882 : Lodewijk III sterft, zijn broer Karloman wordt alleenheerser van West-Francië (paars/blauw).
- 882 : Lodewijk III de Jonge sterft, zijn broer Karel III de Dikke wordt nu koning Oost-Francië en Italië (groen en rood).
- 884 : Karloman van West-Francië sterft. Karel III de Dikke verenigt het Frankische Rijk, behalve het koninkrijk Provence (geel).
- 887 : Koning Boso van Provence sterft. Karel III de Dikke adopteert zijn zoon Lodewijk de Blinde en zo is het laatste puzzelstukje geïntegreerd.
- 887 : Karel III de Dikke wordt afgezet, dit kan worden beschouwd als het begin van de ijzeren eeuw of het uiteenvallen van het Frankische Rijk.
- 888 : Arnulf van Karinthië is nu de sterke man in het Frankische Rijk

### Lage landen
- Met hun lichte schepen zijn de Vikingen in staat om diep tot het binnenland door te dringen. Godfried de Noorman organiseert vanuit Gent plundertochten in Vlaanderen en daarna in de Maas- en Rijn-gebieden. Plundering van Maastricht: Godfried de Noorman verwoest in 881 Maastricht. Ook de Sint-Baafsabdij in Gent krijgt het meermaals zwaar te verduren. Nauwelijks twaalf jaar later, in 891, lijden de Noormannen echter een zware nederlaag nabij Leuven, en trekken ze zich terug uit deze gebieden.

### Engeland
- ca885 : Verdrag van Alfred en Guthrum. Koning Alfred de Grote van Wessex, het laatste "vrije" gebied in Engeland, roept de Vikingen een halt toe. Hij wijst hen een gebied toe waarin ze naar hun wetten kunnen leven: de Danelaw. Maar vanuit dat gebied en vanuit zee gaan de aanvallen door.

### Rusland
- 882 : Oleg de Wijze verplaats de hoofdstad van Novgorod naar Kiev en sticht het Kievse Rijk.

### Byzantijnse Rijk
- 886 : Keizer Basileios I sterft en wordt opgevolgd door zijn zoon Leo VI.

## Heersers

### Europa
- West-Francië: Lodewijk III (879-882), Karloman II (879-884), Karel de Dikke (884-887), Odo van Parijs (887-898)
  - Anjou: Ingelgerius (870-888), Fulco I (888-942)
  - Aquitanië: Karloman II (880-884), Ranulf II (888-890)
  - Aragon: Aznar II Galindez (867-893)
  - Auvergne: Bernard Plantevelue (872-886), Willem I (885-918)
  - Auxerre: Hugo de Abt (865-886)
  - Barcelona: Wifried I (878-897)
  - Hamaland: Everhard Saxo (?-898)
  - Toulouse: Bernard Plantevelue (874-886)
  - Tours: Hugo de Abt (866-886), Odo van Parijs (886-888), Robert van Bourgondië (888-923)
  - Vlaanderen: Boudewijn II (879-918)
- Oost-Francië: Karloman van Beieren (876-880), Lodewijk de Jonge (876-882), Karel de Dikke (876-887), Arnulf van Karinthië (887-899)
  - Beieren: Karloman (865-880), Lodewijk de Jonge (880-882), Karel de Dikke (882-887), Arnulf van Karinthië (887-899)
  - Frisia: Godfried de Noorman (885-887), Gerulf (West-Frisia) (885-?)
- Spanje:
  - Asturië: Alfonso III (866-910)
    - Portugal: Lucidio Vimaranes (873-922)

  - Navarra: Fortun Garces (870-905)
  - Omajjaden (Córdoba): Mohammed I (852-886), Al-Mundhir (886-888), Abd Allah ibn Mohammed (888-912)
- Groot-Brittannië
  - Engeland: Alfred (877/886-891)
  - Gwynedd: Anarawd ap Rhodri (878-916)
  - Jorvik: Guthred of Guthfrith (883-894)
  - Mercia: Ceolwulf II (874-883), Æthelred II (883-911)
  - Powys: Merfyn ap Rhodri (878-900)
  - Schotland: Eochaid en Giric (878-889), Donald II (889-900)
- Italië
  - keizer: Karel de Dikke (881-887)
  - Italië: Karel de Dikke (880-888), Berengarius I (888-889), Guido van Spoleto (889-894)
  - Benevento: Gaideris (878-881), Radelchis II (881-884), Aiulf II (884-891)
  - Spoleto: Wido II (876-882), Wido III (880-894)
  - Venetië (doge): Orso I Partecipazio (864-881), Giovanni II Partecipazio (881-887), Pietro I Candiano (887-888), Pietro Tribuno (888-912)
- Scandinavië
  - Denemarken: Sigurd Slang-in-het-oog (873-903)
  - Noorwegen: Harald I (870/920-933)
- Balkan:
  - Bulgarije: Boris I (853-889), Vladimir (889-893)
  - Byzantijnse Rijk: Basileios I (867-886), Leo VI (886-912)
  - Servië: Mutimir (863-890)
- Oost-Europa:
  - Bohemen: Bořivoj I (870-894)
  - Kiev: Askold en Dir (?-882), Oleg de Wijze (879/882-912)
  - Moravië: Svatopluk I (871-894)
- Opper-Bourgondië: Rudolf I (888-912)
- Bretagne: Judicaël (877-888) vs. Alan I (877-908)
- Provence: Boso (879-887), Lodewijk de Blinde (887-920)

### Azië
- Abbasiden (kalief van Bagdad): Al-Mu'tamid (870-892)
- Armenië: Ashot I (884-890)
- China (Tang): Xizong (873-888), Zhaozong (888-904)
  - Qi-dynastie: Huang Chao (881-884)
- India
  - Pallava:Nrpatungavarman (869-880), Aparajitavarman (880-897)
  - Rashtrakuta: Krishna II (878-914)
- Japan: Yozei (876-884), Koko (884-887), Uda (887-897)
- Perzië
  - Saffariden: Amr ibn al-Layth (879-901)
  - Samaniden: Nasr I (864-892)
- Silla (Korea): Heongang (875-886), Jeonggang (886-887), Jinseong (887-897)
- Tibet: Ösung (ca. 846-893)
- Zanj: Ali ibn Mohammed (871-883)

### Afrika
- Idrisiden (Marokko): Ali ibn Omar (874-883), Yahya ibn Al-Qassim (883-904)
- Ifriqiya (Tunesië, Aghlabiden): Ibrahim II ibn Ahmad (875-902)
- Rustamiden (Algerije): Abu'l Yaqzan Muhammad (872-894)

### Religie
- paus: Johannes VIII (872-882), Marinus I (882-884), Adrianus III (884-885), Stefanus V (885-891)
- patriarch van Alexandrië (Grieks): Michaël II (870-903)
- patriarch van Alexandrië (koptisch): Sjenoeda I (859-880), Michaël III (880-907)
- patriarch van Antiochië (Grieks): Michael (879-890)
- patriarch van Antiochië (Syrisch): Ignatius II (878-883), Theodosius Romanos van Takrit (887-896)
- patriarch van Constantinopel: Photios I (877-886), Stefanus I (886-893)

<< · 880 · 881 · 882 · 883 · 884 · 885 · 886 · 887 · 888 · 889 · >>
<< · 800-809 · 810-819 · 820-829 · 830-839 · 840-849 · 850-859 · 860-869 · 870-879 · 880-889 · 890-899 · >>